# イシドロ・ランガラ
イシドロ・ランガラ（Isidro Lángara Galarraga, 1912年5月25日 - 1992年8月21日）は、スペイン・ギプスコア県パサイア出身の元サッカー選手。スペイン代表であった。ポジションはフォワード。

## 経歴
1930年にレアル・オビエドに加入し、スペイン内戦でリーグが中断される1936年までオビエドでプレーした。1933-34シーズンは27得点、1934-35シーズンは26得点、1935-36シーズンは27得点で、3度ピチーチ賞（得点王）を獲得した。1934年にはワールドカップ・イタリア大会に出場した。
スペイン内戦中はメキシコに渡った。海外在住選手は代表に加われない決まりがあったため、その間はスペイン代表の試合には出場できなかった。メキシコでは27得点と38得点で、2度得点王を獲得した。1939年にアルゼンチンのCAサン・ロレンソ・デ・アルマグロに加入すると、リーグチャンピオンのCAリーベル・プレートから4得点するなどして、1940年には33得点で得点王を獲得した。なお、サン・ロレンソでは121試合に出場して113得点を挙げている。1試合7得点という記録も保持している。
引退後は主に南米で暮らしていた。70歳を過ぎてスペインに戻り、1992年に死去した。

## タイトル

### 選手
レアル・オビエド
- ピチーチ賞 : 1933-34, 1934-35, 1935-36

サン・ロレンソ
- アルゼンチンリーグ得点王 : 1940

エスパーニャ
- メキシコリーグ得点王 : 1943-44, 1945-46

### 指導者
ウニオン・エスパニョーラ
- チリ・リーグ : 1951